# Svatopluk Beneš
Svatopluk Beneš (ur. 24 lutego 1918 w Roudnice nad Labem, zm. 27 kwietnia 2007 w Pradze) – czeski aktor teatralny, filmowy i telewizyjny.

## Filmografia
- Hudba srdcí, 1934 – student
- Studentská máma, 1935 – oktaván Eman Kosárek zvaný Pacinka
- Jak wielbłąd przez ucho igielne, 1937 – członek klubu
- Filosofská historie, 1937 – student
- Karel Hynek Mácha, 1937 – Máchův bratr Michal
- Zborov, 1938 – sborista Plzeňského divadla
- Ohnivé léto, 1939 – student Šimon
- Studujeme za školou, 1939 – profesor Horák
- Čekanky, 1940 – praktikant Vojtěch Plichta
- Minulost Jany Kosinové, 1940 – student filozofie Jiří Sutnar
- Peřeje, 1940 – MUDr. Pavel Duras
- Podvod s Rubensem, 1940 – malíř (reklamní film)
- Pohádka máje, 1940 – student práv Ríša Gregor
- Vy neznáte Alberta, 1940 – redaktor John
- Pacientka dr. Hegla, 1941 – JUDr. Jaroslav Kříž, snoubenec Karly Janotové
- Nocny motyl, 1941 – Rudolf Kala, porucznik gwardii królewskiej
- Z českých mlýnů, 1941 – Ing. Karel Loukota, úředník Ředitelství c. a k. státních drah
- Host do domu, 1942 – agronom Pavel Hora
- Přijdu hned, 1942 – chemik Ing. Jiří Hora
- Jarní píseň, 1944 – hulánský rytmistr Franci Oboronský
- Kluci na řece, 1944 – Ing. Jan Palivec
- Neviděli jste Bobíka?, 1944 – kreslíř Ludvík Zoubek
- Černí myslivci, 1945 – role neuvedena, film nedokončen
- Řeka čaruje, 1945 – profesor Korejnil, Helenin snoubenec
- Průlom, 1946 – městský tajemník Kandler
- Pocałunek na stadionie, 1948 – Oldřich Janota
- Hostinec „U kamenného stolu“, 1948 – Tomáš, Tatrmužův synovec
- Mikoláš Aleš, 1951 – malíř Adolf Rendl
- Mladá léta, 1952 – doktor Bukovan
- Wielka przygoda, 1952 – książę Albert von Nassau Oranien
- Expres z Norimberka, 1953 – agent Řehoř
- Komedianti, 1953 – bohatý pan Bohoušek
- Tajemství krve, 1953 – chirurg MUDr. Pavel Regent
- Dobry wojak Szwejk, 1957 – porucznik Jindřich Lukáš
- Neporažení, 1956 – poručík Brandejs
- Nezlob, Kristino, 1956 – kunsthistorik dr. Ferdinand Svátek, Kristinin bratr
- Pozor jedu...!, 1956 – Jaroslav Zbrklý (propagační film)
- Pierwszy wyścig, 1957 – zawodnik Jean-Pierre Demeester
- Melduję posłusznie, że znowu tu jestem!, 1957 – porucznik Jindřich Lukáš
- Humor je vážná věc, 1964 – role neuvedena
- Zkáza Jeruzaléma, 1964 – Jelínek, zástupce společnosti Paramount
- Alibi na vodě, 1965 – vrátný Bedřich Rýdl, bývalý tiskař
- Slečny přijdou později, 1966 – holič Forejt
- Jak se krade milión, 1967 – kulturní referent Mareš
- Změny a proměny, 1967 – herec Jarda
- Maratón, 1968 – německý plukovník
- Panowie, zabiłem Einsteina, 1969 – sekretarz ONZ Giacometti
- Slečna Golem, 1972 – tajemník
- Dni zdrady, 1973 – Newton
- Drahé tety a já, 1974 – vedoucí drogérie
- Tichý Američan v Praze, 1977 – plukovník tampír
- Jutro wstanę rano i oparzę się herbatą, 1977 – stary nazista
- Ja już będę grzeczny, dziadku, 1979 – Bašta
- Koncert na konci léta, 1979 – Kounic
- Postavení mimo hru, 1979 – Mácha
- Jak je důležité míti Filipa, 1979
- Jak napálit advokáta, 1980
- Na koho to slovo padne, 1980
- V podstatě jsme normální, 1981 – Hans
- Má láska s Jakubem, 1982 – muž v černém plášti
- Putování Jana Amose, 1983 – herec v Labyrintu světa
- Človek proti zkáze, 1989 – Tomáš Garrigue Masaryk
- Kačenka a strašidla, 1992 – dr. Caligari
- Kačenka a zase ta strašidla, 1992 – dr. Caligari
- Żelary, 2003 – starzec

## Wybrane role teatralne
- Karel Čapek, Loupežník (Loupežník)
- Karel Čapek, Bílá nemoc (Sigelius)
- William Shakespeare, Troilus a Kressida (Troilus)
- Fráňa Šrámek, Měsíc nad řekou (Vilík)
- Stendhal, Červený a černý (adaptace románu, Julián Sorel)
- František Hrubín, Srpnová neděle (Vach)
- E. G. O' Neill, Smutek sluší Elektře (Beckwith)
- Friedrich Dürrenmatt, Play Strindberg (Kurt)
- G. B. Shaw, Pygmalion (profesor Higgins)
- G. B. Shaw, Čokoládový hrdina (Saranov)
- G. B. Shaw, Záletník Leonard (Leonard)
- S. N. Bulgakov, Útěk (Golubkov)
- Guy de Maupassant, Miláček (tit. role)
- H. Balzac, Evženie Grandetová (adaptace, Karel Grandet)
- Molière, Škola pro ženy (Horác)
- H. F. Becque, Pařížanka (Lafont)
- Jan Nepomuk Nestroy, Lumpacivagabundus (Jehlička)